# باشگاه فوتبال سرخپوشان دلوار افزار
باشگاه فوتبال سرخپوشان دلوار افزار یک باشگاه فوتبال فروپاشیده ایرانی است که در تهران بنا شده بود. مالک این باشگاه گروه صنعتی دلوار افزار بود. این باشگاه در بیشتر سال‌های حیات خود در لیگ آزادگان به میدان می‌رفت.

## تیم دوم پرسپولیس
سرخپوشان به مدت دو فصل تیم دوم پرسپولیس بود.
در روز ۲۸ شهریور ۱۳۸۵، محمدحسن انصاری‌فرد مدیر عامل آن زمان پرسپولیس با مدیر عامل باشگاه سرخپوشان توافقنامه‌ای امضا کرد که بنابر آن، سرخپوشان تیم دوم پرسپولیس شد.
پس از پایان آن فصل فرهاد خیرخواه، آقای گل دسته اول و بهادر عبدی دو بازیکن سرخپوشان به پرسپولیس پیوستند.
پس از تغییر مدیرعامل پرسپولیس رابطهٔ دو باشگاه کمرنگ شد و باشگاه پرسپولیس به برخی تعهدات خود عمل نکرد.

## مربیان
- حمید درخشان
- توماس شوبرگ
- امیرحسین پیروانی
- حمید علیدوستی
- والدو پژوویچ
- نادر باقری
- بهزاد داداش‌زاده